# Palestra Itália FC
Der Palestra Itália Futebol Clube war ein Fußballverein aus Curitiba, der Hauptstadt des brasilianischen Bundesstaates Paraná. Der Verein wurde 1921 von italienischen Einwanderern gegründet. Der Begriff Palestra (von altgriechisch παλαίστρα palaistra ‚Ringerschule‘) beschreibt im italienischen Sprachgebrauch eine Turnhalle. Die Klubfarben waren die Farben der italienischen Flagge: Grün, Rot und Weiß.
Bereits im ersten Jahr erreichte der Verein die Vizemeisterschaft bei der erst siebten Ausspielung des Campeonato Paranaense, der Staatsmeisterschaft von Paraná. Zwischen 1924 und 1932 konnte Paléstra den Titel insgesamt drei Mal gewinnen. 1952 folgte eine weitere Vizemeisterschaft.
1971 vereinigte sich der Verein mit dem siebenfachen Staatsmeister Britânia SC und dem CA Ferroviário, achtfacher Titelträger, zum Colorado Esporte Clube der die Meisterschaft von 1980 gewinnen sollte. Im Dezember 1989 wiederum fusionierte Colorado mit dem Esporte Clube Pinheiros zum heutigen Paraná Clube der seither selbst zahlreiche Staatstitel, vor allem in den 1990er Jahren, gewann.
Das Heimstadion von Palestra Itália war das Estádio Tarumã, welches rund 6.000 Zusehern Platz bot.

## Erfolge
- Staatsmeisterschaft von Paraná: 1924, 1926, 1932
  - Vizemeisterschaft: 1921, 1952

Torschützenkönige von Palestra Itália bei der Staatsmeisterschaft von Paraná
- 1924: 13 Tore - Canhoto
- 1927: 08 Tore - Canhoto
- 1930: 10 Tore - Eliseo Gabardo "Gabardinho"
- 1931: 28 Tore - Eliseo Gabardo "Gabardinho"
- 1939: 09 Tore - Mário